# Superpuchar Polski 2007
La 18ª edizione della Supercoppa di Polonia  si è svolta il 22 luglio 2007.
Allo Stadion Zagłębia Lubin di Lubin si scontrano il Zagłębie Lubin, vincitore del campionato e il GKS Bełchatów
A vincere il trofeo è stato il Zagłębie Lubin.

## Tabellino
| Arbitro: | Robert Małek |

|              |           |  |
| Goliński 25’ | Marcatori |  |